# 야야 (밴드)
야야 킴(YAYA Kim)은 대한민국의 싱어송라이터이다.  원래는 야야(夜夜, yaya)라는 이름으로 활동했으나 2021년 싱글 앨범과 2022년 정규 3집 앨범 a.k.a YAYA를 발매하면서 이름을 개명하고 야야 킴으로 활동하고 있다.

## 음반

### 정규 음반
- 곡예(曲藝) (2011년 9월 15일)
- 잔혹영화 (2013년 8월 28일)
- a.k.a YAYA 정규3집 (2022년 1월 17일)

### 싱글
- Night Hero (2013년 8월 5일)
- a.k.a YAYA (2021년 12월 27일)

## 수상 및 경력
- 2010년 EBS 스페이스 공감 9월의 헬로루키 선정
- 2010년 EBS 스페이스 공감 올해의 헬로루키 대상